# Llista d'ocells de la zona antàrtica
Aquesta llista d'ocells de l'Antàrtida inclou totes les espècies d'ocells trobats a la zona antàrtica: 46, de les quals 5 estan amenaçades d'extinció.
Els ocells s'ordenen per ordre i família.

## Sphenisciformes

### Spheniscidae
- Aptenodytes patagonicus
- Aptenodytes forsteri
- Pygoscelis papua
- Pygoscelis adeliae
- Pygoscelis antarcticus
- Eudyptes chrysocome
- Eudyptes chrysolophus

## Procellariiformes

### Diomedeidae
- Diomedea exulans
- Thalassarche chrysostoma
- Thalassarche melanophris
- Phoebetria fusca
- Phoebetria palpebrata

### Procellariidae
- Macronectes giganteus
- Macronectes halli
- Fulmarus glacialoides
- Thalassoica antarctica
- Daption capense
- Pagodroma nivea
- Pterodroma macroptera
- Pterodroma lessonii
- Halobaena caerulea
- Pachyptila vittata
- Pachyptila salvini
- Pachyptila desolata
- Pachyptila belcheri
- Pachyptila turtur
- Procellaria cinerea
- Procellaria aequinoctialis
- Aphrodroma brevirostris
- Puffinus griseus

### Hydrobatidae
- Garrodia nereis
- Oceanites oceanicus
- Fregetta tropica

### Pelecanoididae
- Pelecanoides georgicus
- Pelecanoides urinatrix

## Pelecaniformes

### Phalacrocoracidae
- Phalacrocorax bransfieldensis
- Phalacrocorax atriceps
- Phalacrocorax melanogenis

## Ciconiiformes

### Ardeidae
- Bubulcus ibis

## Anseriformes

### Anatidae
- Anas georgica

## Charadriiformes

### Chionididae
- Chionis albus

### Laridae
- Larus dominicanus

### Sternidae
- Sterna vittata
- Sterna paradisaea

### Stercorariidae
- Stercorarius maccormicki
- Stercorarius antarcticus[1]